# Park Narodowy „Arpi licz”

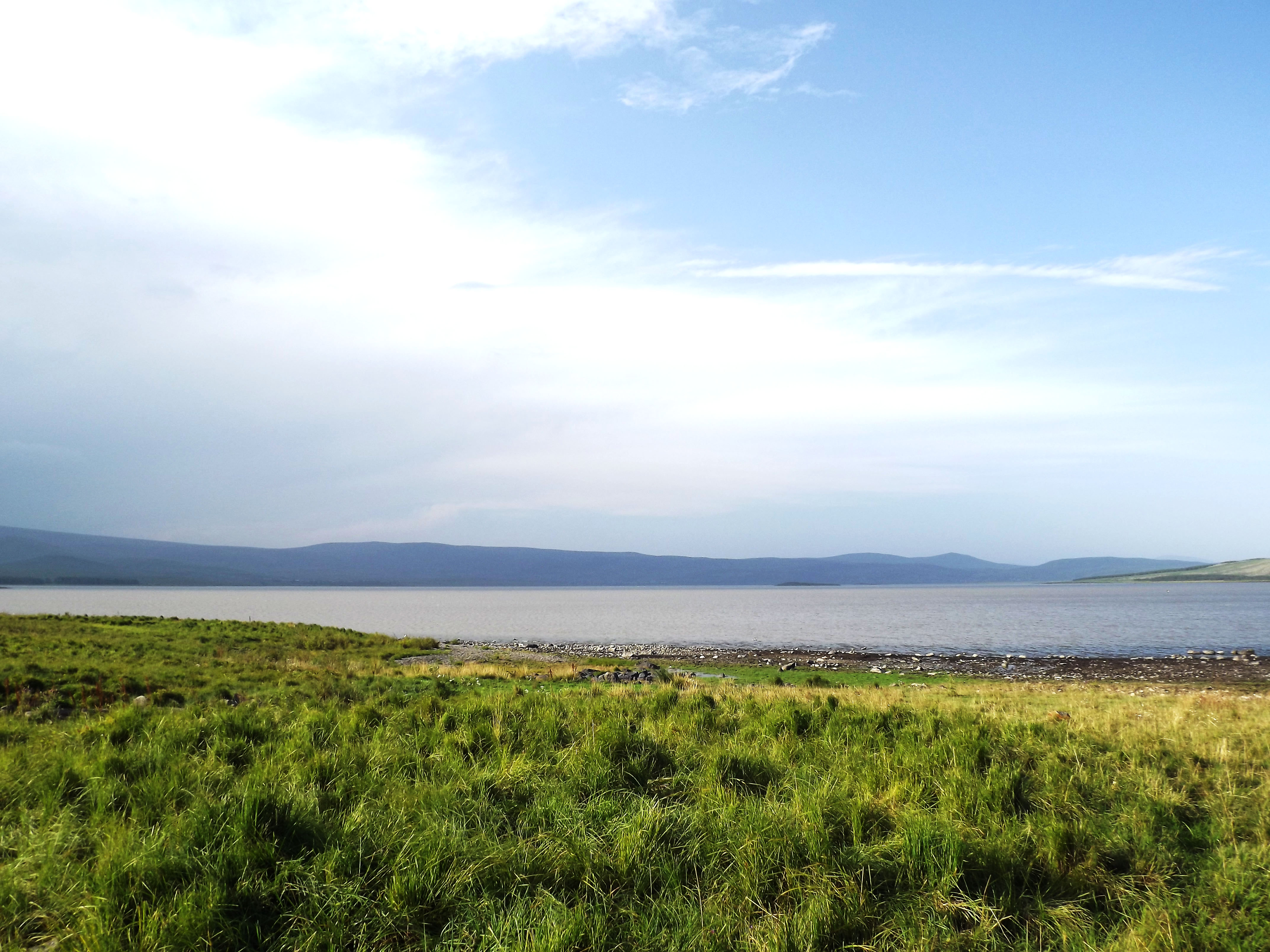
Jezioro Arpi

Park Narodowy „Arpi licz” (orm. Արփի լճի ազգային պարկ) – park narodowy utworzony w 2009 roku w północno-zachodnim krańcu Armenii, w prowincji Szirak. Park chroni mokradła, łąki subalpejskie i stepy w basenie jeziora Arpi i przyległym płaskowyżu Dżawachk-Szirak. Na jego obszarze występuje 670 gatunków roślin naczyniowych i 255 gatunków kręgowców. Jest ważnym miejscem odpoczynku i żerowania ptaków migrujących. Występuje tu największa na świecie kolonia mewy armeńskiej (Larus armenicus). Granice parku obejmują większość zasięgu kaukaskiego endemitu – żmii Vipera darevskii. 

## Powstanie parku
Działania zmierzające do utworzenia tego parku narodowego podjęte zostały w 2007 roku. Wynikały jednak z realizowanego już od 2003 roku projektu ochrony transgranicznej w rejonie Szirak (Armenia) i Dżawachetia (Gruzja), zainicjowanego przez niemieckie Ministerstwo ds. Współpracy Gospodarczej i Rozwoju w ramach tzw. inicjatywy kaukaskiej. Przedsięwzięcie było finansowane przez Europejski Bank Odbudowy i Rozwoju. 

## Charakterystyka
Park położony jest na płaskowyżu Dżawachk na rzędnych od ok. 1500 m n.p.m. do 3100 m n.p.m. Panuje tu surowy klimat kontynentalny. Średnie temperatury wynoszą od -13 °C w styczniu do +13 °C w lipcu. Okres wegetacyjny trwa 160 dni. Średnie opady roczne wynoszą 550 mm. Ze względu na surowe warunki klimatyczne i duże wysokości obszar parku jest niemal bezleśny, dominują tu górskie stepy, łąki subalpejskie i alpejskie.
Dwie główne części parku rozdzielone są drogą M1 łączącą Armenię i Gruzję. Część wschodnia (4 907 ha) obejmuje zachodnie stoki Gór Dżawacheckich ze szczytem Aczkasar osiągającym 3196 m n.p.m. Część zachodnia to rozległy obszar (20 450 ha) obejmujący jezioro Arpi i wschodnie stoki gór na granicy ormiańsko-tureckiej oraz kilka mniejszych eksklaw: 
- Sanktuarium „Achurian geti” – wąwóz na rzece Achurian w pobliżu miejscowości Kyrasar. Zajmuje powierzchnię 1374 ha. Głęboko wcięta dolina rzeki ma specyficzny mikroklimat odbiegający od surowych warunków panujących na płaskowyżu Aszock. Na stokach zachowały się nie spotykane poza tym w prowincji laski z topolą osiką Populus tremula. Występują tu takie gatunki zwierząt z armeńskiej Czerwonej Księgi jak: jarzębatka Sylvia nisoria, kruk Corvus corax i niepylak mnemozyna Parnassius mnemosyne[2].
- Sanktuarium „Ardenis” – mokradła w pobliżu miejscowości Ardenis. Zajmują 99 ha i stanowią ważną ostoję dla ptaków wodno-błotnych, m.in. żurawia zwyczajnego Grus grus[2].
- Sanktuarium „Alwar” – mokradła w dolinie rzeki Achurian poniżej jeziora Arpi, powyżej miejscowości Alwar. Zajmują 429 ha i zostały silnie przekształcone w latach 50. XX wieku po regulacji rzeki. Stanowią jednak ważną ostoję flory i fauny. Na jedynym stanowisku w Armenii rośnie tu m.in. grążel żółty Nuphar luteum. Obszar jest ważną ostoją wydry europejskiej (Lutra lutra) i żurawia Grus grus[2].

W rozległych częściach parku, położonych na płaskowyżu Dżawachk, na rzędnych od 1800 do 2500 m n.p.m., dominują stepy na czarnoziemach. Charakterystyczne dla nich są trawy ostnica włosowata Stipa capillata i Festuca salcata, a dominują w nich – kupkówka pospolita Dactylis glomerata, koniczyna dwukłosowa Trifolium alpestre i Medicago papillosa. Liczne są geofity, m.in. z rodzajów złoć Gagea i szafirek Muscari. Na stokach o ekspozycji północnej dominuje Stipa tirsa, a towarzyszą jej m.in. aster gawędka Aster amellus subsp. ibericus i Betonica macrantha. Na terenach powyżej 2500 m n.p.m. występują łąki subalpejskie, a ok. 3000 m n.p.m. – łąki alpejskie (wysokogórskie). 
Mokradła porastają szuwarami tworzonymi przez takie gatunki jak: trzcina pospolita Phragmites australis, pałka szerokolistna Typha latifolia, wąskolistna T. angustifolia i wysmukła T. laxmanii, oczeret jeziorny Schoenoplectus lacustris i Tabernemontana Sch. tabernaemontani. Do rzadszych gatunków na mokradłach należą wymienione w armeńskiej Czerwonej Księdze: kosaciec syberyjski Iris sibirica, mieczyk dachówkowaty Gladiolus imbricatus, Traunsteinera sphaerica i Scilla rosenii. Z roślin wodnych w jeziorze Arpi dominuje rdest ziemnowodny Polygonum amphibium.
Do flory parku należą 22 gatunki endemitów tej części Kaukazu.

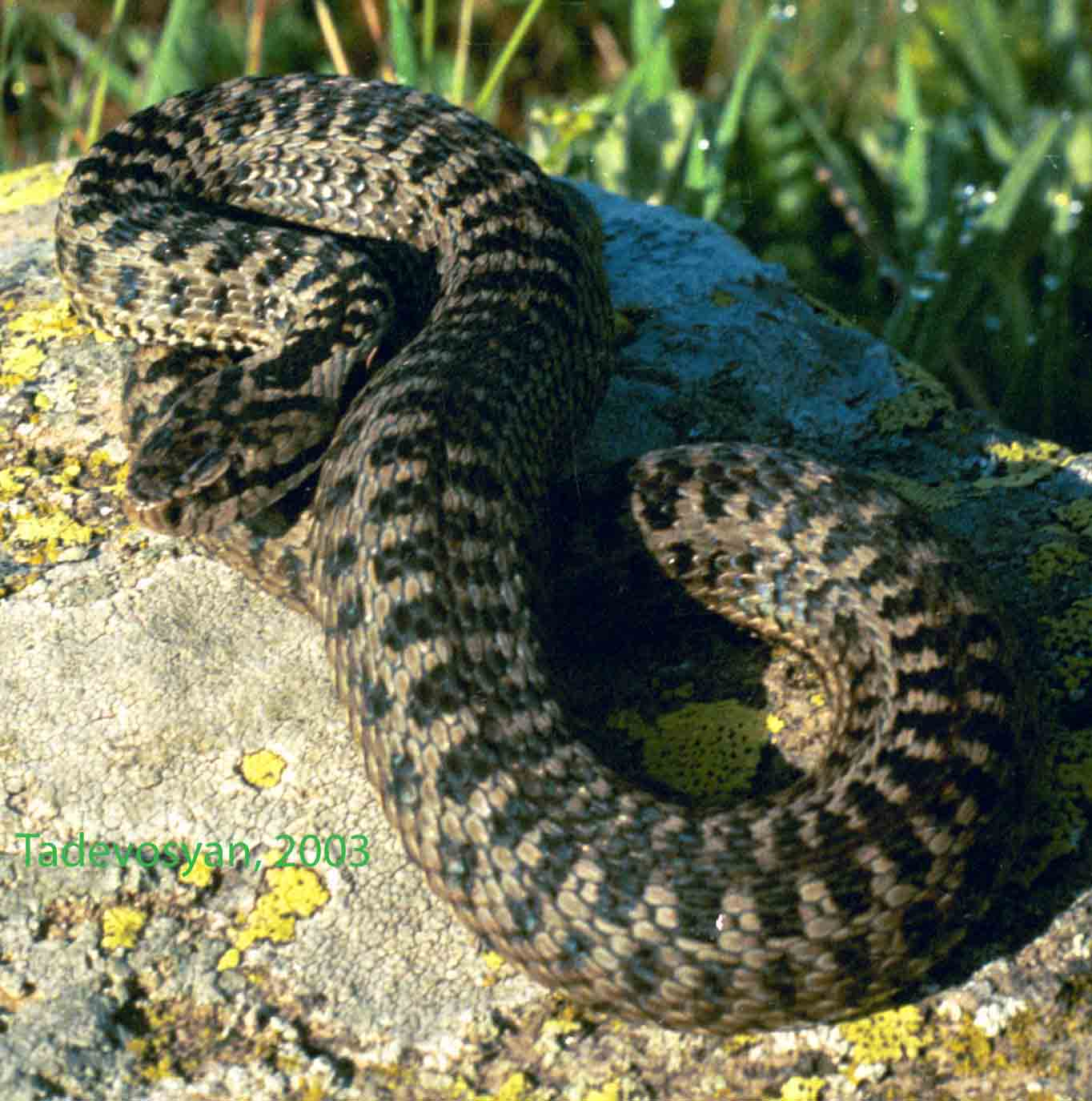
Vipera darevskii
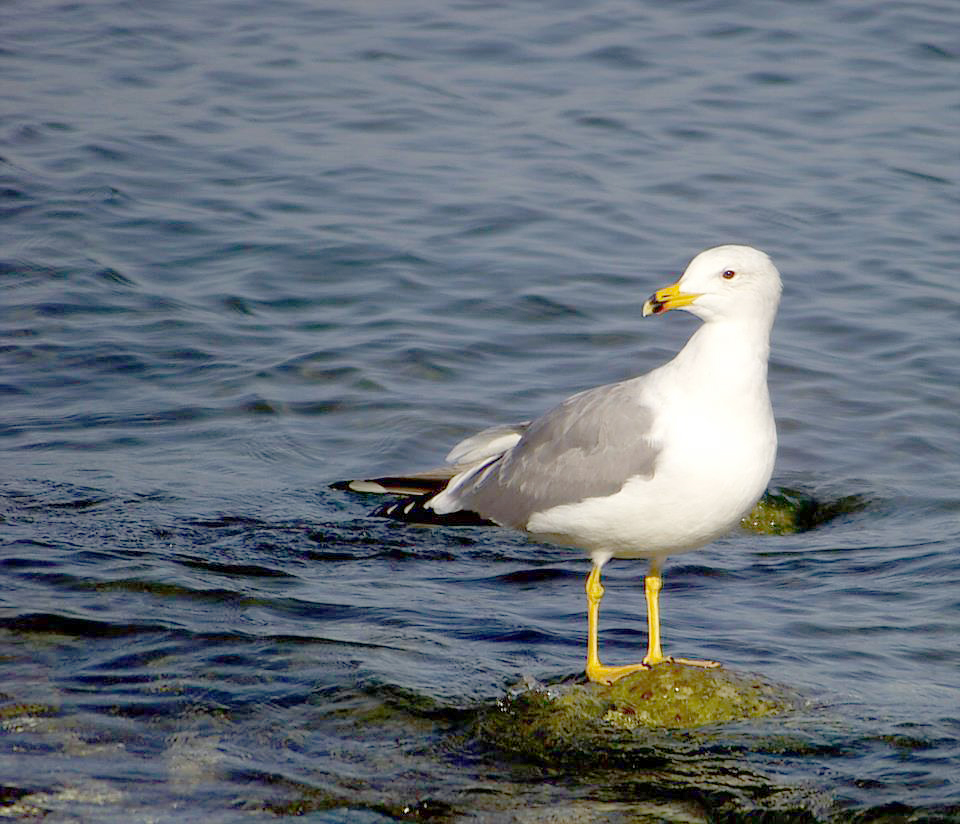
Larus armeniacus
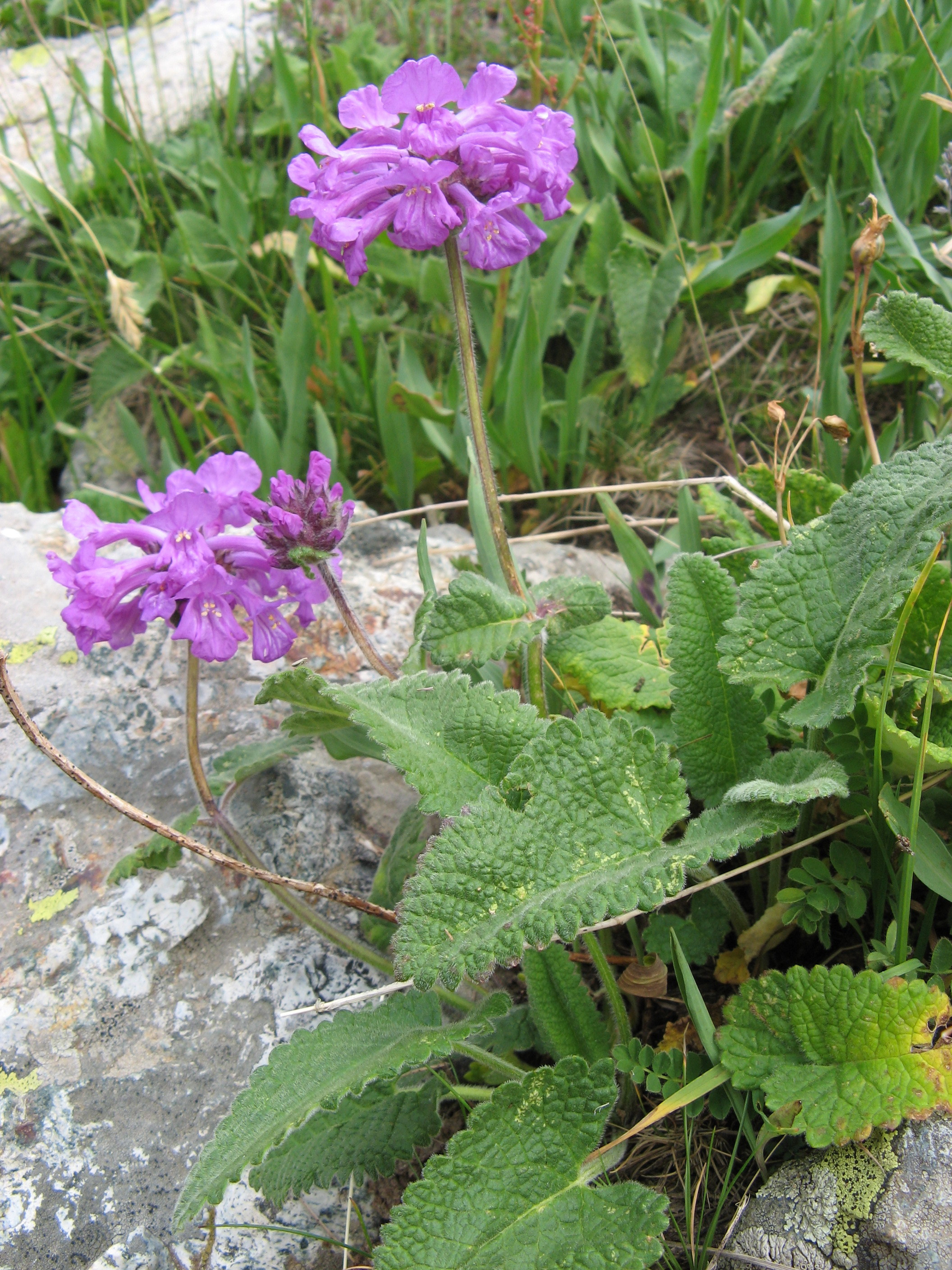
Stachys macrantha